# Troglohyphantes excavatus
Troglohyphantes excavatus är en spindelart som beskrevs av Fage 1919. Troglohyphantes excavatus ingår i släktet Troglohyphantes och familjen täckvävarspindlar. Inga underarter finns listade i Catalogue of Life.